# Unteres Schloss (Ebnath)

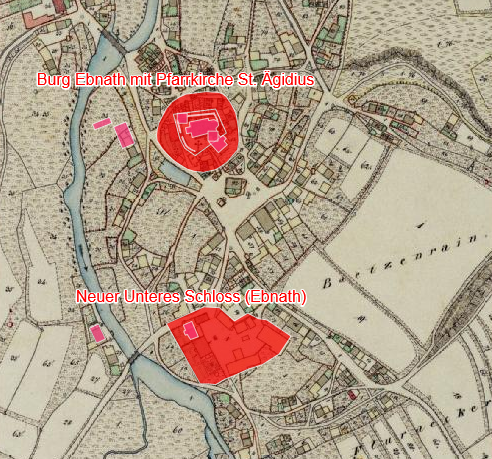
Lageplan der Burg Ebnath sowie des Unteren Schlosses (Ebnath) auf dem Urkataster von Bayern

Das denkmalgeschützte Untere Schloss befindet sich in der Oberpfälzer Gemeinde Ebnath im Landkreis Tirschenreuth (Witzlasreuther Weg/Neusorger Straße). Es ist unter der Aktennummer D-3-77-115-1 als Baudenkmal verzeichnet. „Archäologische Befunde des abgegangenen frühneuzeitlichen ‚Unteren Schlosses‘ in Ebnath“ werden zudem als Bodendenkmal unter der Aktennummer D-3-6037-0034 geführt.

## Geschichte
Das neue Schloss steht in der Dorfmitte von Ebnath. Es wurde 1846 von Franz Bernhard (1806–1865) gebaut. Nach 1981 war hier die Forst Ebnath AG untergebracht. 2010 wurde das stark sanierungsbedürftige Neue Schloss von dieser Firma wieder aufgegeben.

## Baulichkeit
Das Neue Schloss ist ein zweieinhalbgeschossiger, unverputzter Bruchsteinbau mit einem Walmdach und Werksteingliederung. Es ist im Erdgeschoss mit spätklassizistischen Rundbogenfenstern von 1846 ausgestattet. Zu dem Ensemble gehört ein Nebengebäude, ein eingeschossiger, unverputzter Bruchsteinbau mit einem Walmdach, der wohl gleichzeitig entstanden ist.